# Chateau Puerto Madero

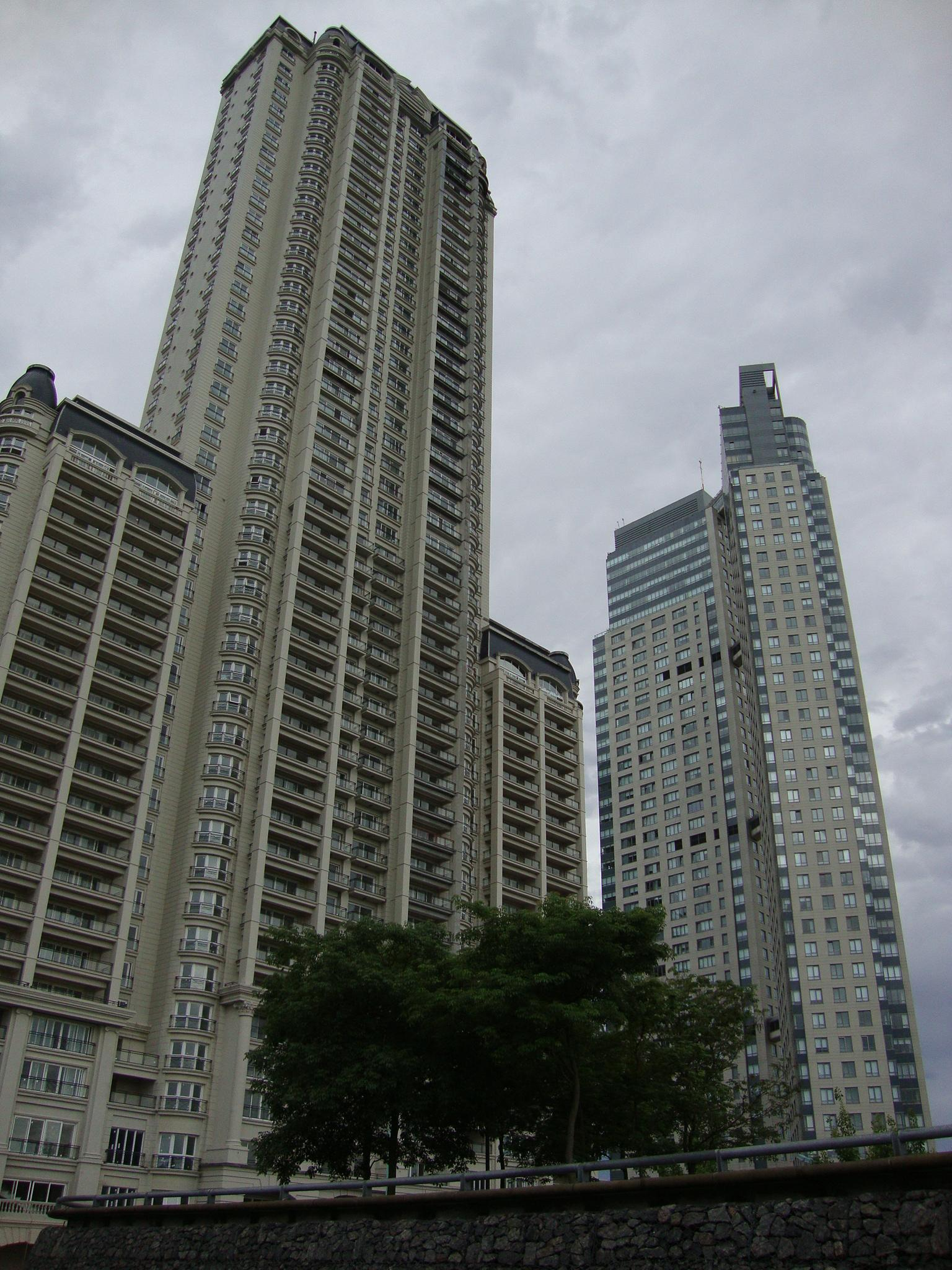

Chateau Puerto Madero ou Torres Chateau Puerto Madero (orthographe hispanisée pour château) sont deux gratte-ciels résidentiels situés dans le quartier de Puerto Madero, à Buenos Aires, capitale de l'Argentine. Leur construction a débuté en 2006 pour se terminer en 2010.

## Quelques caractéristiques
- Hauteur : 156 mètres
- Nombre d'étages : 48[1]
- Destination : résidentielle
- Style : néo-académicisme français, néo-éclectisme

## Description
Chacun des immeubles est constitué de trois corps de logis accolés, dont seul le corps central atteint la hauteur de 156 mètres. Les deux ailes latérales culminent à environ mi-hauteur.
La grande entrée du rez-de-chaussée donne sur un atrium entouré de colonnes, et l'ensemble du rez-de-chaussée est longé par une galerie couverte et bordée elle aussi de colonnes. Les sommets des trois parties de chaque immeuble sont couverts de toitures arrondies de type éclectique haussmannien parisien. L'ensemble se situe dans une enceinte délimitée par des constructions basses de style classique et est construit dans une zone arborée.